# Nivel de energie

Nivelele de energie pentru un electron dintr-un atom: starea fundamentală (sau inițială) și stările de excitație (stările excitate). După absorbția de energie, un electron poate să treacă de un nivel de energie la următorul, pornind de la starea inițială și ajungând la stările de excitație.

În chimie și fizica atomică, un nivel de energie este o cantitate de energie definită, discretă, pe care o poate avea o specie chimică sau particulă (moleculă, atom, electron sau nucleu atomic). Termenul este de obicei folosit pentru nivelele de energie ai electronilor din atomi, ale ionilor sau ale moleculelor, care sunt atrase de câmpul electric al nucleului. Se spune că spectrul energetic al unui sistem cu astfel de nivele de energie discrete este cuantificat. Aceste nivele de energie implică, de asemenea, mișcare cuantificată de vibrație și de rotație.
Dacă un atom, electron, ion sau moleculă se află pe nivelul de energie cel mai scăzut posibil, atunci se spune despre aceștia că se află în starea inițială (sau fundamentală). Pe de altă parte, dacă a absorbit energie și a trecut pe nivele de energie superioară, atunci specia chimică se află într-o stare excitată (sau de excitație).